# Mick Avory
Michael Charles "Mick" Avory, född 15 februari 1944 i East Molesey, Surrey, är en brittisk musiker, mest känd som trummis i pop/rock-bandet The Kinks från bildandet 1964 och fram till 1984. Innan The Kinks spelade han en kort period 1962 med The Rolling Stones, där han ersattes av Charlie Watts.